# Симидзу, Киёу
Киёу Симидзу (яп. 清水 希 容; род. 7 декабря 1993, Осака) — японская каратистка, участвующая в дисциплине ката. Двукратная чемпионка мира и двукратная чемпионка Азиатских игр. Представительница Японии на летних Олимпийских играх 2020 года. Серебряный призёр Олимпийских игр 2020 в Токио.

## Биография
Киёу Симидзу родилась 7 декабря 1993 года.
Училась в Кансайском университете.

## Карьера
В 2014 году она представляла Японию на Азиатских играх 2014 года в Инчхоне, и выиграла золотую медаль в соревнованиях по ката среди женщин. Через месяц она стала чемпионкой мира в этом виде на в Бремене. В 2015 году она выиграла золотую медаль в этом виде на чемпионате Азии по карате 2015 года, который проходил в Иокогаме.
На чемпионате мира по карате 2016 года в Линце она повторила свой успех 2014 года, выиграв золотую медаль в ката среди женщин во второй раз. В 2017 году она выиграла золотую медаль в ката на Всемирных играх 2017 года во Вроцлаве. В финале она победила Сандру Санчес из Испании.
В 2018 году она выиграла медали на трех крупных турнирах. На чемпионате Азии по карате 2018 года, в Аммане она выиграла золотую медаль в ката. Она также выиграла золотую медаль в женских соревнованиях по ката на Азиатских играх 2018 года в Джакарте. Её успех продолжился на чемпионате мира по карате 2018 года в Мадриде, где она выиграла серебряную медаль в индивидуальных соревнованиях по ката среди женщин. В финале она проиграла Сандре Санчес из Испании.
На чемпионате Азии по карате 2019 года в Ташкенте она завоевала золотую медаль в индивидуальных соревнованиях по ката.
На Олимпийских играх в Токио вышла в финал соревнований ката, где встретилась с испанкой Сандрой Санчес и уступила ей.